# میکروژئودزی
میکروژئودزی از زیر شاخه‌های ژئودزی می‌باشد و به مجموعه اقداماتی که بوسیله ابزارِ دقیق، به جهت رفتار سنجی و بررسی حرکات یک سازه بزرگ مانند سدها، برج‌ها و… با دقت بسیار زیاد با استفاده از مشاهدات و محاسبات ژئودتیک با هدف آشکارسازی جابجائی‌های آن می‌باشد گفته می‌شود. میکروژئودزی یعنی ژئودزی در مقیاس کوچک یا به عبارت دیگر تعیین موقعیت سازه یا منطقه ای کوچک بطوریکه اثر کرویت زمین مطرح نمی‌شود، که با اندازه‌گیری‌های دقیق و محاسبه انواع تست‌های سرشکنی قوی می‌تواند با اطمینان خاطر به نیازهای این بخش پاسخ گوید.

## شبکه میکروژئودزی
یک شبکه ژئودزی محلی با دقت بالا که با هدف پیاده‌سازی نقاط یک سازه مهندسی یا آشکارسازی تغییر شکل طراحی و اجرا می‌شود. علاوه بر کنترل سازه‌های عمرانی و حساس، شبکه‌های ژئودتیکی در تعیین حرکات پدیده‌های طبیعی نیز کاربرد وسیعی دارند که می‌توان به پدیده‌هایی نظیر حرکات صفحات تکتونیکی، گسل‌ها و آتشفشان‌ها اشاره نمود.
طراحی، اجرا و محاسبات شبکه‌های میکروژئودزی از موضوعات بسیار جذاب و مورد علاقه علم ژئوماتیک می‌باشد. پروژه‌ها و طرح‌های مختلفی نیز در این راستا در کشور انجام گردیده یا در حال اجرا می‌باشد که می‌توان به موارد زیر اشاره نمود:
- مطالعات آشکارسازی حرکات برج میلاد
- پروژه میکروژئودزی تأسیسات هسته ای نیروگاه بوشهر
- طرح کنترل و رفتار سنجی سد کارون ۲ و ۳، کبودوال، امیرکبیر و…
علاوه بر کنترل سازه‌های عمرانی و حساس، شبکه‌های ژئودتیکی در تعیین جابجایی و تغییر شکل پدیده‌های طبیعی پوسته زمین در مناطقی که از نظر ژئودینامیکی فعال است، نیز کاربرد وسیعی دارد که می‌توان به پدیده‌هایی نظیر حرکات صفحات تکتونیکی، تأثیرات جزر و مدی بر پوسته زمین، بارگذاری پوسته ای، گسل‌ها و آتشفشان‌ها اشاره نمود. ویژگی خاص شبکه‌های میکروژئودزی دقت بالای آن در مختصات نقاط است.

## مراحل ایجاد یک شبکه میکروژئودزی
یک شبکه میکروژئودزی حالت خاصی از یک شبکه ژئودزی است، که ایجاد آن سه مرحله اصلی دارد:

### طراحی
دقیقترین نوع شبکه‌های نقاط رفرانس در نقشه‌برداری به شبکه‌های ژئودتیکی گفته می‌شود که به منظور پیاده نمودن دقیق سازه‌ها و همچنین برای کنترل مداوم و پیوسته مقدار جابجایی‌ها و تغییر شکل‌های سازه‌های کوچک و بزرگ، کاربرد دارند.
برای هر پروژهای نیاز به تعداد و دقت‌های مختلفی برای نقاط شبکه می‌باشد. برای رسیدن به این خواسته‌ها، بایستی طراحی شبکه انجام شود تا بهینه‌ترین شکل هندسی شبکه و نیز نوع مشاهدات انتخاب گردد. مثلاً اگر هدف ایجاد یک شبکه میکروژئودزی برای تعیین میزان جابجایی یک سازه مثل سد باشد، آنگاه برای رسیدن به آن هدف باید اطمینان حاصل نمود که شبکه موردنظر قبل از پیاده شدن و انجام مشاهدات کارایی موردنظر را داشته و می‌توان با استفاده از آن شبکه، مثلاً حرکات احتمالی میلیمتری سازه را اندازه‌گیری نمود.
در حالت کلی در طراحی شبکه تابع هدف زیر ماکزیمم می‌گردد:
هزینه/۱ + دقت + قابلیت اعتماد = Max
یعنی یک شبکه با دقت و قابلیت اعتماد بالا ولی هزینه کم.

### اجرا
محدوده شبکه طراحی شده مورد نظر را روی زمین واقعی شناسایی می‌کنیم. نقاطی که در طراحی شبکه به عنوان نقاط رفرانس معرفی شده‌است را با دقت بالا پیاده می‌کنیم؛ که از این نقاط برای کنترل نقاط دیگر شبکه استفاده می‌شود؛ که می‌توان مختصات آنها را بدست آورد. بعد از تعیین نقاط شبکه باید مشاهداتی مانند طول، زاویه و ارتفاع را قرائت کنیم. این مشاهدات باید از تک تک نقاط نسبت به همدیگر انجام گیرد. بدین ترتیب می‌توان یک شبکه به هم پیوسته را ایجاد کرد.

### محاسبات شبکه
بر روی مشاهداتی که انجام شده‌است تجزیه و تحلیل‌هایی انجام می‌گیرد که می‌تواند در طی چندین اپک، میزان جابجایی نقاط شبکه را آشکار سازد. محاسباتی که انجام می‌گیرد برای مشخص نمودن میزان جابجایی‌ها اعم از سرشکنی، مدل‌سازی و نیز برآورد مختصات جدید یا دقیق نقاط می‌باشد.

## مراحل انجام پروژه‌های میکروژئودزی

### ۱. شناخت مجهولات و کیفیت مورد نظر برای آنها
اولین قدم شناخت مجهولات و کمبودهایی هست که درصدد هستیم تا آنها را برطرف کنیم. مجهولات به دو صورت قابل برآورد و غیرقابل برآورد مطرح می‌شوند.
مجهولات قابل برآورد، با استفاده از مدل ریاضی و معادلات آن به دست می‌آیند. این کمیت‌ها مستقل از تعریف سطح مبنای مرجع می‌باشند و نیاز به تعریف قید یا کمیت دیگری ندارند. این مجهولات به صورت ترکیب خطی از مشاهدات نوشته می‌شوند.
مجهولات غیرقابل برآورد، با استفاده از مدل ریاضی و معادلات آن قابل محاسبه نیستند و نیاز به معرفی کمیت‌ها و شروطی برای نتیجه گرفتن دارند.

### ۲. تعیین مدل ریاضی
در این مرحله کلیه راه‌های ممکن برای رسیدن به مجهولات بررسی می‌شوند.
مدل ریاضی در شبکه‌های ژئودزی ارتباط بین مشاهدات و مجهولات را بیان می‌کند؛ و بر اساس فضای تعریف مختصات نقاط (نوع دیتوم) متفاوت می‌باشد.

### ۳. طراحی اولیه
در این مرحله راه‌حل بهینه برای تعیین مجهولات انتخاب می‌شود مثلاً نوع دستگاه، چگونگی جمع‌آوری اطلاعات و . . .
راه حل بهینه به این معنی است که عوامل زیر را تأمین نماید:

#### دقت بالا
باید شبکه ای داشته باشیم که ما را به آن دقت که می‌خواهیم برساند. چیزی که ما را به دقت مورد نظر می‌رساند ماتریس واریانس-کواریانس مجهولات می‌باشد. معیار دقت میزان تأثیر خطاهای مشاهداتی را از طریق شکل هندسی شبکه بر روی نتایج بیان می‌کند.

#### زمان کم و هزینه کم
زمان و هزینه بعضی مواقع حتی دقت را هم تحت تأثیر قرار می‌دهد. از نظر زمان و هزینه هم بایستی شبکه ما بهینه باشد تا اجرای یک طرح به صرفه شود.

#### اعتماد پذیری بالا
داخلی: قابلیت و توانایی شبکه در کشف خطاهای سیستماتیک و مشاهدات اشتباه است. با بالا بردن اعتمادپذیری قادر به حذف مشاهدات اشتباه بوده و اثر دیگری روی مقدار مجهولات وجود نخواهد داشت. با بالا بردن دقت دستگاه، دقت کار بالا رفته و این مسئله به تعادل مشاهدات و دقت آنها بستگی دارد.
خارجی: استحکام شبکه در برابر خطاهای سیستماتیک و مشاهدات اشتباه کشف نشده را اعتمادپذیری خارجی گویند. برای بیان اعتمادپذیری از ماتریس آزادی استفاده می‌کنند، هرچه عدد آزادی مربوط به مشاهدات بالاتر باشد، اعتمادپذیری شبکه بالاتر است.

### ۴. انجام مشاهدات و جمع‌آوری اطلاعات
اندازه‌گیری طول، زاویه و ارتفاع همواره از مشاهداتی به‌شمار می‌آیند که در شبکه‌های ژئودزی برداشت آنها جزءِ الزامات کار به حساب آمده‌است. جمع‌آوری اطلاعاتی مانند شناسایی نوع زمین و بدست آوردن اطلاعات زمین شناختی نیز از دیگر معلوماتی است که باید در طراحی و اجرای یک شبکه بدان توجه کرد.

### ۵. پردازش‌های قبل از سرشکنی روی مشاهدات (فیلتر کردن مشاهدات)
در حالت کلی باید قبل از انجام سرشکنی تصحیحاتی بر روی مشاهدات صورت گیرد. هدف از اعمال این تصحیحات، حذف یا کاهش اثر پدیده‌های فیزیکی مختلف بر روی مشاهدات می‌باشد. بعد از اعمال تصحیحات فیزیکی جهت انتقال مشاهدات به فضای دیتوم شبکه، اعمال تصحیحات هندسی مانند تصحیح تبدیل به افق طول‌های شیبدار لازم خواهد بود.
مشاهدات را از نظر موارد زیر تست می‌کنیم:
- تصادفی بودن
- نرمال بودن
- وجود اشتباه
- وجود فضای خطای سیستماتیک
نکته: در این مرحله مشاهداتی را می‌توان تست کرد که به صورت تکراری باشند.

### ۶. تشکیل مدل ریاضی و تعیین مجهولات و دقت مجهولات
بعد از آماده شدن مشاهدات برای انجام سرشکنی باید روش سرشکنی مشخص شود و یک مدل ریاضی برای انجام محاسبات تعیین گردد. همچنین باید مجهولات را شناسایی و معرفی کرد و مشخص نمود که با نوشتن معادلات، دقت مورد نظر برای دست یابی به جواب چه مقدار می‌باشد.

### ۷. پردازش‌های بعد از سرشکنی
در این مرحله نتایج بدست آمده از مرحله سرشکنی مورد تست قرار می‌گیرند که آیا نتایج قابل قبول هستند یا خیر؟ (یکی از آزمون‌های بعد از سرشکنی تست فاکتور وریانس ثانویه می‌باشد)

### ۸. ارائه نتایج
اگر نتایج در مرحله (۷) قابل قبول بود مستقیم از مرحلهٔ (۷) به مرحلهٔ (۸) می‌رویم و اگر غیرقابل قبول بود باید عاملی را که باعث غیرقابل قبول بودن نتایج مشاهدات شده‌است پیدا کنیم و با توجه به نوع عامل باید به مرحلهٔ (۴) یا (۶) برویم و مراحل را تکرار کنیم.

## مشاهدات معمول در شبکه‌های میکروژئودزی
برای دستیابی به ویژگی خاص این شبکه‌ها (تعیین مؤلفه‌های مختصات با یک دقت مطلوب که این دقت با توجه به هدف حدی دارد) نیازمند انجام مشاهدات با دقتی برابر دقت ارزیابی شده در مراحل طراحی شبکه می‌باشیم.

### انواع مشاهدات معمول مورد استفاده در شبکه‌های میکروژئودزی
مشاهده طول توسط طول‌یاب‌های الکترونیکی (مشاهده نسبی)
مشاهده امتدادهای افقی (مشاهده نسبی)
مشاهده امتدادهای قائم (مشاهده نسبی)
مشاهدات ماهواره ای (مشاهدات نسبی و مطلق)

### تقسیم‌بندی مشاهدات انجام شده در شبکه‌های میکروژئودزی

#### ارتفاعی
موقعیت هر نقطه با یک مختصات (ارتفاع از سطح دریا، Z) مشخص می‌شود. به شبکه‌هایی که فقط ارتفاع برای نقاط تعیین شده باشد شبکه‌های ارتفاعی یا یک بعدی می‌گویند. در این شبکه‌ها دقت ارتفاعی بسیار بالاست. انجام مشاهدات ارتفاعی در شبکه‌های ارتفاعی نیاز به هموار بودن زمین دارند و در نتیجه اکثر این شبکه‌ها در کنار جاده‌ها می‌باشند. واضح است که موقعیت مسطحاتی نقاط یک شبکه ارتفاعی باید دست کم به‌طور تقریبی معلوم باشد تا بتوان موقعیت تقریبی آن را روی زمین تشخیص داد.

#### مسطحاتی
موقعیت هر نقطه با دو مختصات (Y و X) مشخص می‌شود. به شبکه‌هایی که فقط موقعیت افقی نقاط تعیین شده باشد شبکه‌های مسطحاتی یا دو بعدی می‌گویند. در این شبکه‌ها دقت مسطحاتی بسیار بالاست. انجام مشاهدات مسطحاتی که شامل طول و زاویه می‌باشد، نیاز به برقراری دید مستقیم بین نقاط دارند و در نتیجه اکثر این شبکه‌ها در مناطق مرتفع ایجاد می‌شوند. ارتفاع هر یک از نقاط این شبکه هم به‌طور تقریبی باید مشخص گردد.

#### ارتفاعی و مسطحاتی
موقعیت هر نقطه با سه مختصات (Z و Y و X) مشخص می‌شود. به شبکه‌هایی که موقعیت افقی نقاط و ارتفاع آن تعیین شده باشد شبکه‌های سه بعدی می‌گویند.

## تقسیم‌بندی شبکه‌های ژئودزی
شبکه‌های میکروژئودزی را می‌توان بر اساس آیتم‌های مختلفی دسته‌بندی نمود:

### ۱. از نظر دقت
در تعیین درجات شبکه پارامترهای مختلفی دخیل می‌باشد که چندین نمونه از آنها در شبکه‌ها با هم مقایسه می‌شوند.

#### شبکه درجه یک
حدود طول اضلاع شبکه ۲۵ تا ۶۰ کیلومتر است. متوسط خطای بست در این شبکه ۳ ثانیه می‌باشد. حداکثر خطای بست ۶ ثانیه است. خطای استاندارد برای هر زاویه ۱ ثانیه تعیین شده‌است. حداقل تعداد کوپل قرائت زاویه برای این نوع شبکه‌ها سه شب، هر شب ۱۶ کوپل مشخص شده‌است. حدود فاصله بین دو آزیموت و لاپلاس ۲۰۰ کیلومتر می‌باشد. چندین عامل و مولفه دیگر در تعیین درجه‌بندی شبکه‌ها دخیل می‌باشد.

#### شبکه درجه دو
حدود طول اضلاع شبکه ۱۰ تا ۳۰ کیلومتر است. متوسط خطای بست در این شبکه ۷ ثانیه می‌باشد. حداکثر خطای بست ۱۵ ثانیه است. خطای استاندارد برای هر زاویه ۴ ثانیه تعیین شده‌است. حداقل تعداد کوپل قرائت زاویه برای این نوع شبکه‌ها دو بار به فاصله حداقل چهار ساعت در شب هر بار ۱۲ کوپل مشخص شده‌است. حدود فاصله بین دو آزیموت و لاپلاس ۲۰۰ کیلومتر می‌باشد.

#### شبکه درجه سه
حدود طول اضلاع شبکه ۴ تا ۱۵ کیلومتر است. متوسط خطای بست در این شبکه ۱۵ ثانیه می‌باشد. حداکثر خطای بست ۳۰ ثانیه است. خطای استاندارد برای هر زاویه ۱۰ ثانیه تعیین شده‌است. حداقل تعداد کوپل قرائت زاویه برای این نوع شبکه‌ها ۱۲ کوپل مشخص شده‌است. حدود فاصله بین دو آزیموت و لاپلاس ۲۰۰ کیلومتر می‌باشد.

### ۲. از نظر وسعت مکانی

#### جهانی
این نوع شبکه‌ها به صورت یکپارچه در کل دنیا تعیین می‌شود؛ و کلیه کشورها توانایی استفاده از این شبکه‌ها را دارا می‌باشند. می‌توان یکی از کاربردهای آن را تعیین حدود مرز کشورها عنوان نمود.

#### منطقه ای
شبکه‌هایی هستند که وسعت آن از شبکه جهانی کمتر است و تقریباً می‌توان گفت از نظر وسعت معطوف به ایالات یا استان‌ها می‌شود؛ که تعیین حدود شهرها و استان‌ها از کاربردهای این نوع شبکه‌ها است.

#### محلی
شبکه‌های محلی نوع کوچکتر شبکه‌های فوق می‌باشد؛ که از نظر وسعت محدود به یک پروژه می‌شود؛ که می‌توان برای این نوع شبکه‌ها، شبکه میکروژئودزی سد را مثال زد.

## انواع شبکه‌های میکروژئودزی
شبکه‌های میکروژئودزی به صورت زیر مطرح می‌شوند:

### شبکه‌های مطلق
بحث جابجایی مطلق نقاط مطرح است. در اینگونه شبکه‌ها حتماً تعدادی نقطه پایدار (ثابت) می‌بایست وجود داشته باشند. برای اندازه‌گیری جابه جایی‌های مطلق نیاز به نقاطی است که جابه جایی محسوسی نداشته باشند. تا با اتکای این نقاط و سیستم مختصاتی که توسط این نقاط تعیین می‌شود، قادر به تعیین جا به جایی مطلق نقاط شبکه باشیم.

### شبکه‌های نسبی
در بحث جابجایی نسبی نقاط موارد زیر مطرح است:
1. جابجایی یکسری نقاط نسبت به نقاط دیگر
2. تغییر شکل

در شبکه‌های نسبی می‌توانیم نقطهٔ پایدار نداشته باشیم. نیازی به وجود نقطه پایداری نیست.
از بین شبکه‌های مطلق و شبکه‌های نسبی در حالت کلی شبکه‌های نسبی بهتر هستند، چون هیچ اعتباری به اینکه سیستم مختصات در دو اپک زمانی یکسان باشد نیست. تغییر شکل یک مزیت نسبت به تعیین جابجایی مطلق دارد و آن این است که پارامترهای تغییر شکل (پارامترهای استرین) نسبت به انتقال سیستم مختصات کاملاً ناوردا هستند و مقدار کمی به دوران و مقیاس وابسته هستند.
یکی از دلایلی که چرا تغییر شکل را به جای جابجایی مطلق حساب می‌کنیم این است که پارامترهای استرین نسبت به سیستم مختصات تا حدودی ناوردا هستند و این یک مزیت است چون ممکن است سیستم مختصات در دو اپک یکسان نباشند.

## روش‌های کنترل جابجایی در شبکه میکروژئودزی
به منظور شناسایی نقاط پایدار و ناپایدار در شبکه‌های میکروژئودزی تا کنون روشهای زیر مطرح شده‌است که با توجه به کارایی، قابلیت و میزان دقت مورد انتظار استفاده می‌شوند:
۱) تبدیل همانندی وزن دار تکراری (IWST)، این روش خود به دو روش انجام می‌گیرد:
الف) مینیمم کردن نرم اول بردار جابجایی، (Chen, et al. , 1990)، (LAS – L1).
ب) مینیمم کردن نرم دوم بردار جابجایی (LAS – L2).
۲) تست ثبات کلی شبکه، (Cooper, 1987)، (Fraser and Gruendig, 1984) و (Niemeier, 1979).
۳) آنالیز زیرشبکه (Peyman Javadi, 2015) و (Hekimoglu et al, 2010).
1. رویکرد فردریکتون (Fredericton).
2. تست تناسب نقطه ای.